# 村山貞雄
村山 貞雄（むらやま さだお、1919年1月20日 - 2000年10月以前）は、日本の幼児教育学者、日本女子大学名誉教授。
広島県、奈良市、京都府宮津市出身。1943年東京帝国大学文学部教育学科卒、45年同大学院修士課程修了。恩賜財団愛育研究所所員、東京理科大学助教授、教授、日本女子大学文学部教授、文学部長。87年定年退任、名誉教授、東京保育専門学校校長、聖心学園理事長。日本学術会議会員、国際幼児教育学会会長、名誉会長。村山ビネー式知能検査を提唱した。

## 著書
- 『文部省科学研究費による教育実習学』峯文閣 1952
- 『親と教師をこまらす子どもの質問 指導の方法と実際』国土社 1954
- 『教育原理』明玄書房 1958
- 『子どもの知恵の伸ばし方』実業之日本社 1962
- 『子どもの知恵の成長のために 知能テストの実際とやり方』実業之日本社 1963
- 『小学生の能力 家庭でどう伸ばすか』国土社 ホームライブラリー 1970
- 『幼稚園知能テスト』全6巻 小学館 ワイドカラー版知能の啓発シリーズ 1970-71
- 『小学生の教育相談』明治図書出版 シリーズ・現代家庭教育新書 1971
- 『村山貞雄の教育相談』小学館 3・4・5歳児の育て方 1971
- 『危険な幼稚園教育 子どものために親が読む本』サンポウブックス 1972
- 『0歳から十二歳』第三文明社 TODAIのホーム・ブックス 1972
- 『村山式知能検査・高校用/甲種手引書 コンピュータ処理方式』峯文閣コンピュータビューロ補注 峯文閣 c1972
- 『幼児の教育相談』高千穂書房 1973
- 『お母さんのための教育学の話』厚徳社 灯台ブックス 1974
- 『あたらしい家庭教室 20 新訂版 かんがえるちからをのばす』教育研究社 1977
- 『江戸時代の子供教育思想の研究』高千穂書房 1977
- 『講座これからの保育内容 1 保育内容の理論』明治図書出版 1977
- 『保育学講座 10 幼児の両親教育の研究』フレーベル館 1979
- 『0歳児の心とからだ』第三文明社 灯台ブックス 1980
- 『心の成長と家庭教育』金子書房 1982
- 『のりしろ教育 ゆとりの子育て25章』サンマーク出版 1982
- 『ふれあい教育のすすめ 街かどの経験から』第三文明社 灯台ブックス 1986
- 『お母さん、シッカリ! 幼・少年期のしつけ』第三文明社 灯台ブックス 1987
- 『母心・父心』明玄書房 1989
- 『お母さんが変われば、子どもが変わる。 "教える躾"と"見せる躾"』PHP研究所 1990
- 『ぬくもり教育のすすめ』第三文明社 灯台ブックス 1990
- 『つれづれの詩 詩集』のべる出版企画 1997

### 編著・共編著
- 『両親教育学』編 巌松堂書店 保育叢書 1949
- 『原典教育学 教育原理・教育史・教育学演習』市村尚久共編 明玄書房 1959
- 『子どもの生活の伸ばし方』三宅邦夫共著 実業之日本社 子どもの伸ばし方シリーズ 1964
- 『幼稚園保育全集 第1 幼児の生理・心理・知能』編 小学館 1966
- 『保育原理』岡田正章共編著 学文社 教育演習 1970
- 『シリーズ70年代日本教育の焦点 6 幼児教育の内容と方法』編 明治図書出版 1972
- 『1年生の家庭教育 2 1年生のしつけ12か月』共著 小学館 1973
- 『幼児の知的発達と検査』薄田司共著 新興出版社啓林館 幼児教育革新のために各論シリーズ 1976
- 『日本の幼児の成長・発達に関する総合調査 保育カリキュラムのための基礎資料』編 サンマーク出版 1988
- 『保育内容総論』編 学術図書出版社 保育シリーズ 1988
- 『幼児の躾の国際比較に関する基礎調査』編著 多賀出版 1988
- 『世界の子どもの躾』編 明玄書房 1990
- 『教育原理』編 学術図書出版社 保育シリーズ 1991
- 『保育原理』編 学術図書出版社 保育シリーズ 1991
- 『つぶやき 詩集』編著 サンマーク出版 1993
- 『嗚呼、うれ詩 詩集』編 サンマーク出版 1994
- 『あな、たの詩 詩集』編著 不昧堂出版 1994
- 『うるわ詩 詩集』編 サンマーク出版 1995
- 『巣原詩（すばらし）詩集』編 サンマーク出版 1995
- 『ことばの発達と文化』監修 松山トシ子編著 白井三香子,相浦雅子,谷崎智子,中村美津子 仲本美央共著 不昧堂出版 1998

### 翻訳
- キルパトリック『教育哲学』第1-2 柘植明子,市村尚久共訳 明治図書出版 世界教育学選集 1969
- W.アリソン・デイヴィス, ロバート・J.ハヴィガース『子どものパーソナリティ形成の秘密 社会・文化人類学的アプローチ』柘植明子, 市村尚久共訳 高千穂書房 1976

## 論文
- Cinii